# ام‌دی‌یو
ام‌دی‌یو (انگلیسی: MDU) شرکت خوشه‌ای آمریکایی است، که در سال ۱۹۲۴ تأسیس شد.